# Organy w Ostönnen

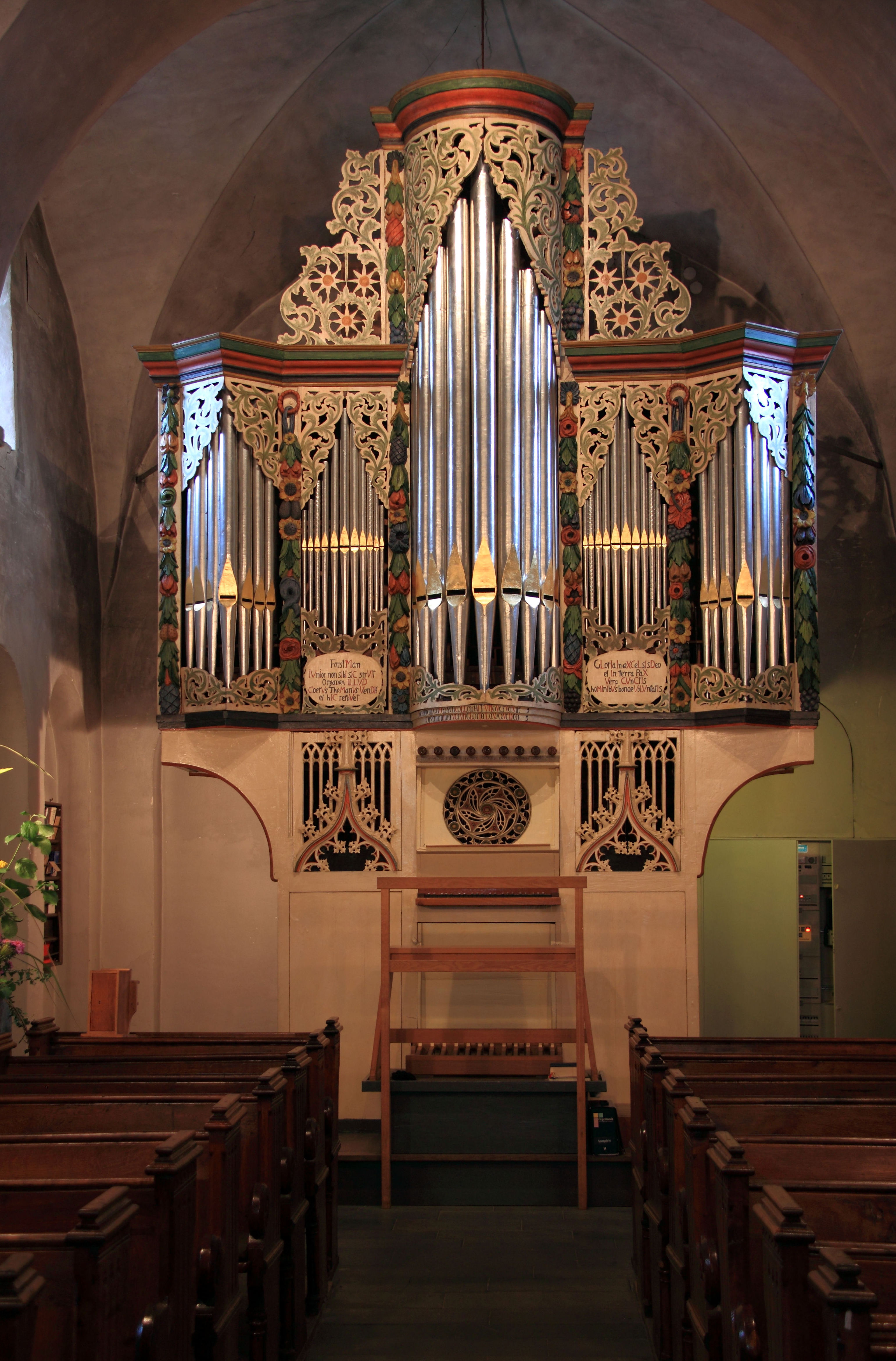

Gotycko-barokowe organy w Ostönnen – jedne z najstarszych grywalnych organów piszczałkowych na świecie. Posiadają osiem głosów z 576 piszczałkami, z czego ponad połowa (326) pochodzi sprzed 1500 roku. Autorem barokowej fasady jest Johann Patroklus Möller, który w latach 1721–1722 przeniósł i przebudował organy do kościoła św. Andrzeja w Ostönnen, w Niemczech.

## Historia
Pomimo dokładnych badań niewiele wiadomo o okolicznościach powstania instrumentu w pierwotnej formie – nie jest znany ani budowniczy, ani miejsce, dla którego został początkowo zbudowany.
Pierwsze źródła datowane na 1586 dokumentują naprawę, której dokonał mistrz Bartholdus. Organy znajdowały się wówczas w kościele Alt St. Thomae w Soest i podczas remontu otrzymały dwa nowe głosy: Gedackt (do wykonania którego wykorzystano stare piszczałki), oraz Trompet. Analiza desek, z których wykonane są wiatrownice wskazuje, że wykonano je w latach 1425-1431; ścięto najpóźniej w 1410 roku i sezonowano przez około 15 lat. Kloc piszczałkowy sklejony jest z trzech desek z litego drewna dębowego o grubości 60 mm. Skrzynia zaworowa zawiera 48 zaworów tonowych z mosiężnymi sprężynami. 326 oryginalnych piszczałek sprzed 1500 roku wykonana jest z czystego ołowiu.
W 1720 r. Johann Patroclus Möller otrzymał zlecenie budowy nowych organów. Odkupił stare za 50 talarów i w latach 1721-1722 zainstalował nowe kościele św. Andrzeja w Ostönnen za 214 talarów. Möller dodał trzy brakujące tony Es, Fis, Gis i przeprojektował prospekt w stylu barokowym. Kolejne naprawy organów wykonywane były około 1727 i 1739 (miechy), w 1741 (malowanie). W 1760 r. naprawiał go Johann Georg Fromme z Soest, a w 1790 r. remont wykonał Adolph Schöning z Münster.
W 1820 roku organmistrz Bernhard Dreymann przeniósł stół gry na przód organów oraz zastąpił głos Cymbał Superoktawą 2′. W 1874 roku instrument został przeniesiony nad ołtarz. W 1888 wyremontowano trakturę, a w 1892 r. odnowiono klawiaturę.
W 1963 i 1973 roku organmistrz Paul Ott przeprowadził kilka remontów instrumentu. Organy przeniesiono do pomieszczenia w wieży na poziomie parteru. Niektóre piszczałki zostały wymienione na nowe. W 1989 roku organy zostały oczyszczone przez firmę Tzschöckel (Althütte-Fautspach) po przedostaniu się do instrumentu pyłu wapiennego podczas prac budowlanych w kościele.
W 2000 roku firma Rowan West z Altenahr rozpoczęła kompleksową renowację. W międzyczasie rozpoznano zabytkową wartość instrumentu. Podczas tej renowacji podjęto próbę przywrócenia głosów organowych do stanu z 1722 roku, zgodnie z sugestiami holenderskiego znawcy piszczałek gotyckich Koosa van de Linde. Wykorzystano wszystkie dostępne piszczałki sprzed 1500 roku. Piszczałki wykonane przez Paula Otta zostały całkowicie wymienione na nowe, zbudowane przez firmę Rowan West.
Organy otrzymały tytuł Pomnika Miesiąca w Westfalii-Lippe w sierpniu 2003, a ich inauguracja odbyła się 8 sierpnia 2003. W listopad 2003 odbyła się ponowna, uroczysta inauguracja.

## Dyspozycja z 1820
| Manuał CD–c3    |    |
| Praestant       | 8′ |
| Gedackt         | 8′ |
| Octav           | 4′ |
| Quinta          | 3′ |
| Superoctav      | 2′ |
| Sexquialtera II |    |
| Mikstura IV     |    |
| Trompete B/D    | 8′ |

| Pedał CD–g0 |
| przyłączony |

## Dane techniczne
- 8 głosów, 576 piszczałek (w tym 326 z około 1500 roku)
- Traktura:
  - traktura gry: mechaniczna (1722, zmieniona później)
    - klawiatura: dolne klawisze hebanowe, górne kościane

  - traktura rejestrowa: mechaniczna (zasuwowa, skrzynia pojedyncza, XV wiek)
    - włączniki rejestrowe: manubria z toczonego bukszpanu
- Miechy klinowe (2003)
- Wysokość strojenia: a1 = 482 Hz (przy 18°C)
- Tembr: umiarkowany
- Wymiary:
  - Szerokość dolnej obudowy: 2267 mm
  - Wysokość dolnej obudowy: 2170 mm
  - Szerokość górnej obudowy: 3595 mm
  - Wysokość górnej obudowy: 2170 mm
  - Wysokość wieży centralnej: 3480 mm
  - Głębokość obudowy: 940 mm

## Literatura
- Helmut Fleinghaus: Ev.-luth. St. Andreaskirche, Ostönnen. Schnell & Steiner, Regensburg 2004, ISBN 3-7954-6523-0.
- Helmut Fleinghaus: Die Restaurierung der gotisch-barocken Orgel in der evang. St. Andreaskirche zu Ostönnen. W: Ars Organi. 54, 2006, S. 151–155, ISSN 0004-2919.
- Wolf_Kalipp: Die gotische Orgel der evangelischen St. Andreas-Kirche Soest-Ostönnen, Westfalen. In: Musik und Gottesdienst. 66. Jahrgang, 2012, S. 175–178. (online, PDF, 252 kB).
- Koos van de Linde: Die gotische Orgel Ostönnen (= Kleine Kunstführer. Nr. 2935). Schnell & Steiner, Regensburg 2020, ISBN 978-3-7954-7197-2.
- Hannalore Reuter: Historische Orgeln in Soest. Ardey-Verlag, Münster 2009, ISBN 978-3-87023-299-3.
- Hannalore Reuter: Historische Orgeln in Westfalen-Lippe. Ardey-Verlag, Münster 2006, ISBN 3-87023-245-5, S. 310–312.
- Rudolf Reuter: Orgeln in Westfalen. Inventar historischer Orgeln in Westfalen und Lippe (= Veröffentlichungen der Orgelwissenschaftlichen Forschungsstelle. Band 1). Bärenreiter, Kassel 1965, S. 95.
- Ulrich Wulfhorst: Der westfälische Orgelbauer Johann Patroclus Möller. Teil I: Leben und Werk. Kassel 1967.